# Aja (mitologija)
Aja ali A-a je bila v akadski mitologiji boginja mati, žena boga sonca Šamaša. Razvila se je iz sumerske boginje Šeride, žene boga Utuja.

## Zgodovina
Šerida bila ena od najstarejših mezopotamskih boginj. Dokazana je na napisih iz predsargonskega obdobja. Njeno ime Aja je bilo v obdobju Tretje urske dinastije (21.-20. stoletje pr. n. št.) priljubljeno osebno ime, zato je spadala med najstarejša semitska božanstva, ki so znana v Mezopotamiji. Ko se je sumerski panteon formaliziral in je Utu postal predvsem bog sonca, je Aja kot Šerida postala manj vplivno sončno božanstvo in Utujeva žena.
Ko so se semitski Akadci preselili v Mezopotamijo, se je njihov panteon zlil s sumerskim: Inana z Ištar, Nanna s Sinom, Utu s Šamašem itd. V tem procesu se je Aja zlila s Šerido. Zdi se, da je  imela med semitskimi ljudstvi veliko veljavo, saj je omenjena na seznamih božanstev v Ugaritu, v Bibliji pa je omenjena v osebnih imenih.

## Mitologija
Aja v akadščini pomeni svitanje ali zora. V akadskem obdobju je bila tesno povezana z vzhajajočim soncem, čutno ljubeznijo in mladostjo. Babilonci so jo včasih imenovali kallatu – nevesta. Kot taka je bila znana kot Šamaševa žena. Častili so jo kot del šamaševega kulta v njegovih templjih e-babbar v Larsi in Siparju.
Najkasneje od novobabilonskega obdobja (morda že veliko prej) sta bila Šamaš in Aja povezana s prakso, imenovano hasadu, ki se v prostem prevodu imenuje sveta poroka. V templju je bila posebna soba s posteljo, na katero so občasno položili kipa Šamaša in Aje in s tem ceremonialno obnovili njuno zaobljubo. Obred so prakticirali tudi v kultih Marduka in Sarpanit, Nabuja in Tašmetu in Anuja in Antu.